# Östra Olsträsket
Östra Olsträsket är en sjö i Sorsele kommun i Lappland och ingår i Umeälvens huvudavrinningsområde. Sjön har en area på 0,551 kvadratkilometer och ligger 399 meter över havet. Sjön avvattnas av vattendraget Olsbäcken.

## Delavrinningsområde
Östra Olsträsket ingår i det delavrinningsområde (726908-160574) som SMHI kallar för Utloppet av Östra Olsträsket. Medelhöjden är 408 meter över havet och ytan är 5,73 kvadratkilometer. Det finns ett avrinningsområde uppströms, och räknas det in blir den ackumulerade arean 32,13 kvadratkilometer. Olsbäcken som avvattnar avrinningsområdet har biflödesordning 4, vilket innebär att vattnet flödar genom totalt 4 vattendrag innan det når havet efter 317 kilometer. Avrinningsområdet består mestadels av skog (37 procent) och sankmarker (49 procent). Avrinningsområdet har 0,55 kvadratkilometer vattenytor vilket ger det en sjöprocent på 9,6 procent.